# Acanthobunocephalus nicoi
Acanthobunocephalus nicoi är en fiskart som beskrevs av Friel, 1995. Acanthobunocephalus nicoi ingår i släktet Acanthobunocephalus och familjen Aspredinidae. Inga underarter finns listade i Catalogue of Life.